# Angelo Azzi
Angelo Azzi (ur. 26 października 1939 w Modenie) – włoski biochemik i biolog molekularny. 

## Życiorys
Członek zagraniczny Wydziału Nauk Biologicznych i Rolniczych Polskiej Akademii Nauk od 1994 roku, wykładowca w Instytucie Biochemii i Biologii Molekularnej na Uniwersytecie w Bernie w Szwajcarii. Pełnił funkcję Przewodniczącego Międzynarodowego Komitetu Doradczego w Międzynarodowym Instytucie Biologii Molekularnej i Komórkowej w Warszawie. 
Prowadzi badania nad mechanizmem działania witaminy E i likopenu w zapobieganiu rakowi gruczołu krokowego (prostaty), jest odkrywcą nośnika transportu kwasów asparaginowego i glutaminowego w mitochondriach. Tytuł doktora w dziedzinie medycyny otrzymał w 1963 roku na Uniwersytecie Padewskim.
Doktor honoris causa Uniwersytetu w Buenos Aires, współpracuje z Instytutem Biologii Doświadczalnej im. Marcelego Nenckiego PAN. Laureat Nagrody im. Nenckiego. 

## Wybrane prace naukowe
Autor lub współautor następujących publikacji naukowych:
- Tocopherols, tocotrienols and tocomonoenols: Many similar molecules but only one vitamin E[5],
- The differential cellular uptake of curcuminoids in vitro depends dominantly on albumin interaction[6]
- Vitamin E – The Next 100 Years[7]
- The European perspective on vitamin E: current knowledge and future research[8],
- Curcumin and piperine supplementation of obese mice under caloric restriction modulates body fat and interleukin-1β[9]

## Książki
Współautor poniższych publikacji książkowych:
- Molecular Basis of Membrane-Associated Diseases[10],
- Organelles in Eukaryotic Cells : Molecular Structure and Interactions[11],
- Membrane proteins : isolation and characterization[12],
- Anion Carriers of Mitochondrial Membranes[13],